# Gunnar Löberg
Johan Gunnar Löberg, född 2 april 1893 i Strängnäs, död 13 juni 1950 i Danderyd, var en svensk målare.
Löberg ägnade sig först åt den militära banan men tog avsked 1917 för att helt övergå till konsten. I hög grad intresserad för konstteoretiska problem kom Löberg att försöka ge bland annat olika tolkning av samma motiv, från impressionism till rena färgmotivet. Omkring 1930 övergick Löberg till surrealismen. I de fängslande målningarna med dockmotiv, som Clown i landskap (Moderna museet)  nådde Löberg ofta stark stämningsverkan genom egenartade färgharmonier. Han målade även landskap från Västkusten, Strängnäs och Polen som strävade i riktning mot förenklad monumentalitet. Löberg finns även representerad vid Göteborgs konstmuseum  och Norrköpings konstmuseum.
Han var gift med Beda Löberg. Gunnar Löberg är begravd på Danderyds kyrkogård.